# Festival Internacional de Animación de Alcoy
El Festival Internacional de Animación de Alcoy (oficialmente en valenciano Festival Internacional d'Animació d'Alcoi) o simplemente Animalcoi es un certamen cinematográfico de cortometrajes de animación, fundado en 2020. El evento se celebra anualmente, durante el mes de noviembre, en Alcoy (Comunidad Valenciana). Cuenta con el apoyo del Ayuntamiento de Alcoy, la Diputación Provincial de Alicante y el Instituto Valenciano de Cultura (IVC). La televisión pública valenciana À Punt es el medio oficial del evento.

## Historia
El festival nace en 2020 como iniciativa de la escuela de arte de Alcoy para crear un concurso de cortos de animación a nivel internacional en la ciudad. Su presentación oficial fue en marzo de 2020, pero debido a la Pandemia de COVID-19 las primeras jornadas se celebraron en noviembre de forma virtual. Diana Cortés Esteve, miembro del claustro de profesores de la escuela de arte, es la fundadora y directora del proyecto. La creación de la mascota corrió a cargo del animador Pablo Llorens al que le puso de nombre Aitana. La mascota tiene forma de la letra "A", de color azul y es utilizada para los carteles promocionales.
El primer festival de animación se celebró del 11 al 14 de noviembre de 2021 de forma híbrida, tanto presencial como en línea. En esta primera edición las conferencias, proyecciones y exposiciones se llevaron a cabo en la Escuela de Arte y Superior de Diseño de Alcoy, en la Fundación Mutua Levante, en el IVAM Centre d'Art d'Alcoi, en el Centre Cervantes Jove y en Cerveses Lluna. Contó con la presencia de Jose Luis Moreno y Dora Martí del Instituto Valenciano de Cultura (IVC) así como Abraham López Guerrero, ganador del Premio Goya a mejor cortometraje de animación en 2020 por su cortometraje Blue & Malone: Casos imposibles. Para la primera edición se utilizó el mismo cartel de las primeras jornadas. 
La segunda edición fue celebrada del 17 al 20 de noviembre de 2022 de forma presencial. Para esta ocasión se utilizaron las instalaciones de cine del Centro Comercial Alzamora que sustituyó al Centre Cervantes Jove para poder albergar a más espectadores y poder utilizar una pantalla de cine. Para esta edición se proyectó la película ganadora del Premio Goya a mejor película de animación Unicorn Wars que contó Alberto Vázquez Rico como invitado. También contó como invitado, entre otros, al director Xosé Zapata, ganador del Goya con el cortometraje The Monkey en 2021.
La tercera edición fue celebrada del 29 de noviembre al 3 de diciembre de 2023. En esta edición se proyectó la película Robot Dreams de Pablo Berger, ganadora del Goya a mejor película de animación de 2023 y nominada a mejor película de animación en los Premios Óscar en su 96ª edición. También se proyectó El sueño de la sultana, nominada a los Premios Goya.
Durante la Feria Internacional de Turismo de 2024 el ayuntamiento de Alcoy promocionó el Festival Internacional de Animación de Alcoy en el estand de Costa Blanca.
La cuarta edición se celebró del 20 al 24 de noviembre de 2024. Para esta edición se proyectaron hasta 68 cortos de animación. También se proyectaron los largometrajes Flow, ganadora del Premio Óscar a Mejor película de animación y Mariposas Negras ganadora del Premio Goya a mejor película de animación. Asistieron más de 3.350 personas siendo la de mayor afluencia desde su creación.

## Ediciones
| Año  | Nombre                                           | Fecha                             | Lugar | Asistencia | Largometrajes                                                                   | Invitados |
| ---- | ------------------------------------------------ | --------------------------------- | --- | ---------- | ------------------------------------------------------------------------------- | --- |
| 2020 | Jornadas de proyección de animación online       | 13 al 15 de noviembre             | Festhome (online)                                                                                            |            |                                                                                 | |
| 2021 | Festival de animación de Alcoy                   | 11 al 14 de noviembre             | EASD, Fundación Mutua Levante, IVAM CADA, Centre Cervantes Jove, Cerveses Lluna                              | 900        |                                                                                 | María Lorenzo, José Luis Moreno, Dora Martí, Álvaro García, Calpurnio, Nathalie Martinez, Alex Rey, Teresa Pérez, Arturo Mora (Cut-out Estudio), Devilish Games (Antonio Pastor y David Ferriz), Pablo Llorens, Vicente Mallols, Beatriz Herraiz, Eli Rodríguez, Juan De La Cruz, Rebeca Pérez, Vicente Seva, Sara Álvarez, Rocío Benavent, Gallego Bros, José Prats, Alicia Cánovas, Álvaro Robles, Ramón Nafria, Remi Hueso, Jesús Martínez, Abraham López |
| 2022 | II Festival Internacional de Animación de Alcoy  | 17 al 20 de noviembre             | EASD, Fundación Mutua Levante, IVAM CADA, Centro Comercial Alzamora (Cines AXION), La Mujer Barbuda          | 1.590      | La Traversée, Unicorn Wars, FLEE, The Monkey, Los demonios de barro             | Carmelo Gabaldón López, Víctor Bellver Martín, Anna Espinach, José Luis Farias, Diana Bueno, Jorge Gómez Tresáncoras, Olivier Catherin, Xosé Zapata Pérez, Alberto Vázquez, Elena Duque, Sara Álvarez, Paloma Mora, Mario Domínguez Soler, Jaime Sirvent Terol, Vicente Mallols |
| 2023 | III Festival Internacional de Animación de Alcoy | 29 de noviembre al 3 de diciembre | EASD, Fundación Mutua Levante, IVAM CADA, Centro Comercial Alzamora (Cines AXION)                            | 2.400      | El sueño de la sultana, Mars Express, Robot Dreams, Yuku y la flor del Himalaya | Elena Gobernado, Chema Ciscar, María Manero, Joseba Beristain, José Manuel Palenzuela, Alejandro de la Rosa, Javier Puertas, Andrés Sanjurjo García, José Ginés Picón, Pedro Alpera, Jaime Sirvent Terol, Antonio Pastor, Mario Domínguez Soler, Marina Cortón |
| 2024 | IV Festival Internacional de Animación de Alcoy  | 20 al 24 de noviembre             | EASD, Fundación Mutua Levante, IVAM CADA, Centro Comercial Alzamora (Cines BIC), Cámara de Comercio de Alcoy | 3.350      | Flow, Mariposas Negras, Memorias de un caracol, Sauvages                        | Alfonso López Almendros, Abraham López Guerrero, Chelo Loureiro, Dani Lara, Joaquín Garralda, Lydia Sanchez, Mercedes Rodrigo, Clàudia Romero, Laura González, María Mateo, María Pulido, Mª Carmen Cambrils, Alicia Cánovas Verdú, Rafillo, Martí Melcion Verdés, Sergi Rejat i Martínez. |
| 2025 | V Festival Internacional de Animación de Alcoy   | 12 al 16 de noviembre             | |            |                                                                                 | |

## Premios
Los primeros premios que se otorgaron en Animalcoi fueron el premio Caixa Ontinyent y el premio Mutua Levante. Actualmente se otorgan 3 premios: Premio Animalcoi-Solitium, dotada con 2.000 €, Premio Fundación Mutua Levante, dotada con 1.500 € y Premio Escoles-Centre Comercial Alzamora, dotada con 1.000 €. Cada premio tiene un jurado compuesto por tres profesionales.

### Primera edición (2021)[21]
- Premio Animalcoi-Solitium: Muedra de César Díaz Meléndez.
- Premio Fundación Mutua Levante: Paradise Lost de Alex Van der Aa.
- Premio Caixa Ontinyent: Témpelis de Joel Abad y Pérez, Esther Fuente García, Haya Insa Rouille, Pablo Vidal Blekhadem, Gustavo Fessy Aguilera, Iván Fernández Saura, Jose Ignacio Álvarez Haros.
- Premio honorífico: Pablo Llorens

### Segunda edición (2022)[22]
- Premio Animalcoi Solitium: Umbrellas de Álvaro Robles y José Prats (nominado al Goya 2021)
- Premio Fundación Mutua Levante: Oh so convenient de Huei Jen Hung
- Premio Escoles-Centre Comercial Alzamora: Sonho Na Lixa de Lise Pautonnier

### Tercera edición (2023)[23]
- Premio Animalcoi-Solitium: De donde provienen los conejos de Colin Ludvic Racicot.
- Premio Fundación Mutua Levante: Las hormigas devoraban mi alma de Adrien Vel.
- Premio Escoles-Centre Comercial Alzamora: Una bella noche de verano de Arthur Dupuy, Enzo Leboucher, Sam Castelli, Aleksandar Savic, Yannis Brun y Barbara Derail.

### Cuarta edición (2024)[24]
- Premio Animalcoi-Solitium: Ice Merchants de João Gonzalez (nominado al Óscar 2023).
- Premio Fundación Mutua Levante: La gran cita de Conej de Pablo Río.
- Premio Escoles-Centre Comercial Alzamora: Goodbay Mamajee de Taslyne Oumarkatar, Marie Susanyan, Jin-Hyung Park, Antoine Furic, Emma Daillie y Leonardo Girardi.

## Muestra de videojuegos independientes
Desde 2023 se celebra, en los días previos al evento principal, una muestra de videojuegos independientes dentro del evento de juegos de mesa Jugalcoi que organiza Domingueros Alcoi. La muestra de videojuegos está organizada por Animalcoi y se presentan videojuegos creados por estudios independientes de Alcoy y de toda España.